# Крессона (Пенсільванія)
Крессона (англ. Cressona) — місто (англ. borough) в США, в окрузі Скайлкілл штату Пенсільванія. Населення — 1601 особа (2020).

## Географія
Крессона розташована за координатами 40°37′49″ пн. ш. 76°11′38″ зх. д. / 40.63028° пн. ш. 76.19389° зх. д. (40.630394, -76.193861).  За даними Бюро перепису населення США в 2010 році місто мало площу 2,58 км², уся площа — суходіл.

## Демографія
Згідно з переписом 2010 року, у селищі мешкала 1651 особа в 659 домогосподарствах у складі 470 родин. Густота населення становила 639 осіб/км².  Було 701 помешкання (271/км²).
Расовий склад населення:
| - 96,8 % — білих - 1,1 % — азіатів - 0,8 % — чорних або афроамериканців - 0,1 % — корінних американців |

До двох чи більше рас належало 0,9 %. Частка іспаномовних становила 1,9 % від усіх жителів.
За віковим діапазоном населення розподілялося таким чином: 24,5 % — особи молодші 18 років, 61,4 % — особи у віці 18—64 років, 14,1 % — особи у віці 65 років та старші. Медіана віку мешканця становила 38,9 року. На 100 осіб жіночої статі у селищі припадало 97,3 чоловіків;  на 100 жінок у віці від 18 років та старших — 93,3 чоловіків також старших 18 років.
Середній дохід на одне домашнє господарство  становив 61 081 долар США (медіана — 55 169), а середній дохід на одну сім'ю — 65 511 долар (медіана — 58 875). Медіана доходів становила 55 926 доларів для чоловіків та 38 348 доларів для жінок. За межею бідності перебувало 9,6 % осіб, у тому числі 17,3 % дітей у віці до 18 років та 1,9 % осіб у віці 65 років та старших.
Цивільне працевлаштоване населення становило 898 осіб. Основні галузі зайнятості: виробництво — 22,9 %, освіта, охорона здоров'я та соціальна допомога — 20,7 %, роздрібна торгівля — 16,1 %.